# Ammónium-karbonát
Az ammónium-karbonát (más néven E503i, illékony só, szarvassó, agancssó vagy repülősó) az ammónia karbonátionnal alkotott sója. Régebben a pék ammóniájának is nevezték, mert a modern sütőporok kifejlesztése előtt az ammónium-karbonátot alkalmazták sütőporként. Mivel melegítés hatására ammóniagázzá és szén-dioxiddá bomlik, ételek lazításához és erős szaga miatt ájult emberek magához térítéséhez is használták. 

## Előállítása, bomlása
Szén-dioxid és folyékony ammónia felhasználásával készül. Az ammónium-karbonát szabványos nyomáson és hőmérsékleten fokozatosan bomlik le.
Egyrészt spontán bomlással lesz belőle ammónia és ammónium-bikarbonát
(NH4)2CO3 → NH4HCO3 + NH3
Majd ezt követően ez tovább bomlik szén-dioxiddá, vízzé, és még egy ammónia-molekulává.
NH4HCO3 → H2O + CO2 + NH3

## Felhasználási területei
Az ammónium-karbonátot élelmiszerek lazításához használják tradicionális receptekben, főként Észak-Európában és Skandináviában. Ilyen tekintetben a sütőpor elődjének tekinthető. Szarvasok agancsából állították elő, innen származik népies neve, a szarvassó vagy agancssó, ma pedig a pék ammóniája. Ammónium-szulfát és kalcium-karbonát elegyének szublimációjával állították elő ezt a kemény, fehér, kissé áttetsző anyagot. Sütéskor a hő hatására az anyag szétbomlik szén-dioxidra (ez lazítja a tésztát), ammóniára és vízre. Néha szódabikarbóna hozzáadásával segítettek a folyamaton illetve az ammóniaszag elfedésén.
Savanyúságot szabályozó anyagként E503i néven tartják számon. Sütőporral kiváltható, de az étel ízét és textúráját ez nagyban befolyásolja. Általában vékony, száraz sütemények készítéséhez használják manapság, mint krékerek vagy aprósütemények, ugyanis ezekből a kellemetlen ammóniaszag egyszerűbben távozik a sütéskor. Nem is szabad nedves süteményekhez adni, ugyanis az ammónia hidrofil, tehát beépül a bennük lévő vízbe, és erős, keserű ízt hagy maga után.
Mint repülősó, kitűnően alkalmas eszméletlen emberek magukhoz térítésére, az ammónia erős illata okán. Az ammónium-karbonátot Kanadában egy köhögés elleni szirup egyik összetevőjeként használják, önmagában pedig hánytatószerként. Egyes füstmentes dohánytermékekben is megtalálható, vizes oldatát pedig használják fényképezőgépek lencséjének tisztítására is. Washington államban az almamolyok irtásában van szerepe mint csalétek.